# .nu
.nu este un domeniu de internet de nivel superior, pentru Niue (ccTLD).